# Coccothrinax yuraguana
Coccothrinax yuraguana là loài thực vật có hoa thuộc họ Arecaceae. Loài này được (A.Rich.) León mô tả khoa học đầu tiên năm 1939.